# Wangaluta
Wangaluta is een geslacht van uitgestorven weekdieren uit de klasse van de Gastropoda (slakken).

## Soorten
- Wangaluta henaconstricta Stilwell, 2016 †
- Wangaluta neozelanica (Finlay & Marwick, 1937) †